# Maria Saal
Maria Saal (sloveens Gospa Sveta) is een gemeente in de Oostenrijkse deelstaat Karinthië, en maakt deel uit van het district Klagenfurt-Land.
Maria Saal telt 3903 inwoners.
Maria Saal is een bedevaartsplaats, waarbij voornamelijk Oostenrijkers en Slovenen de kerk van Onze-Lieve-Vrouw van Maria Saal bezoeken.

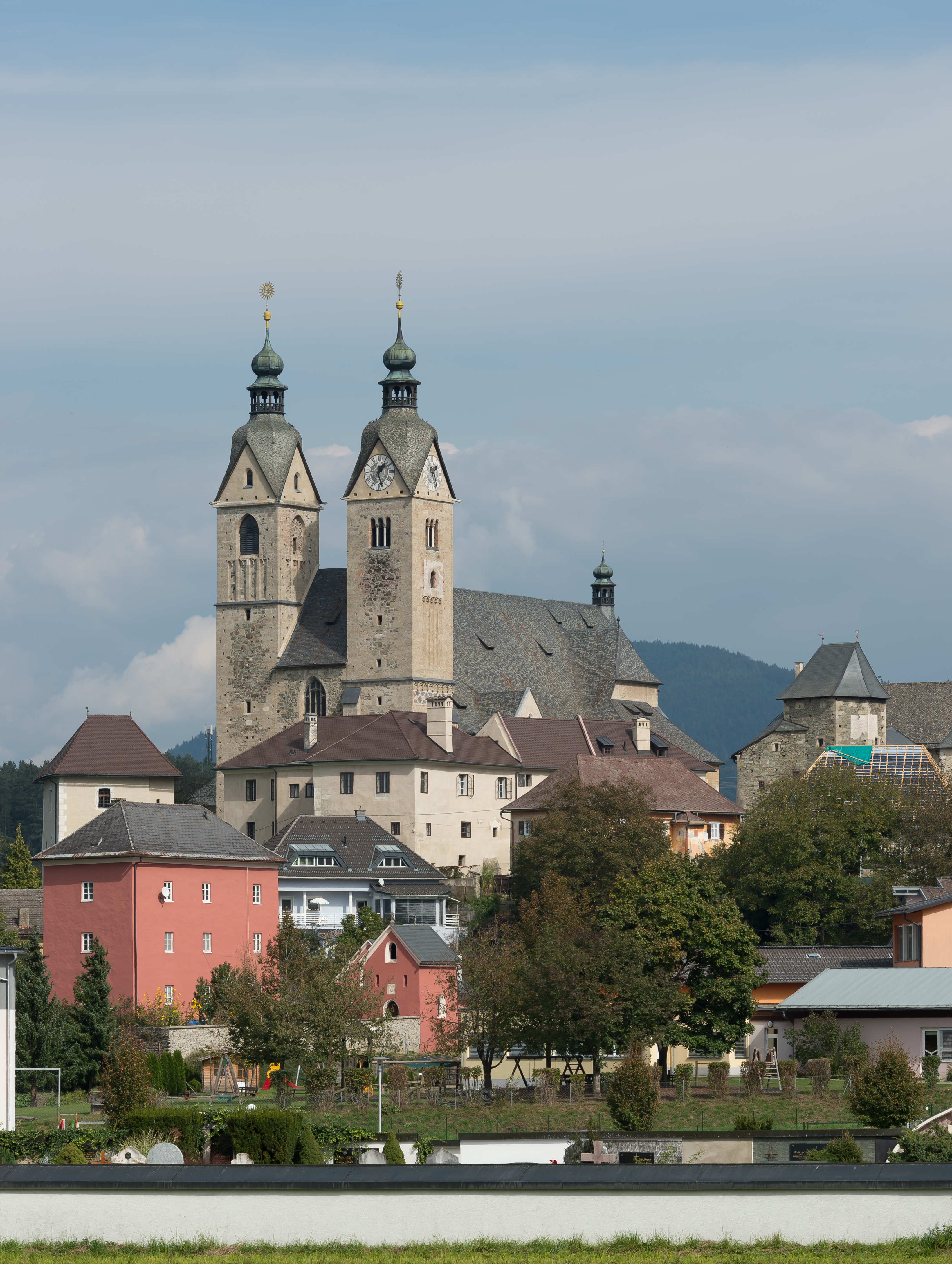
Maria Saaler Dom
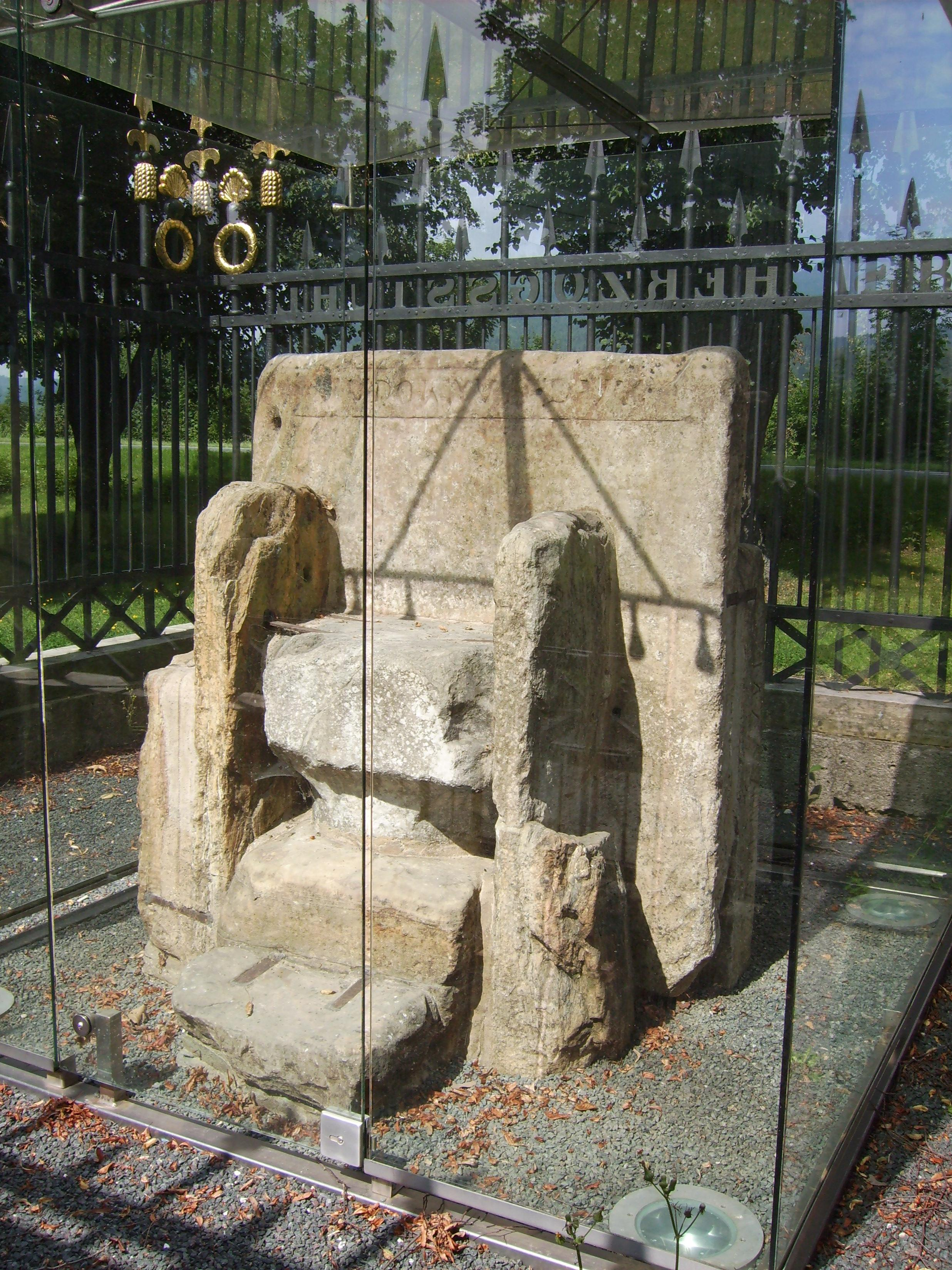
Herzogstuhl
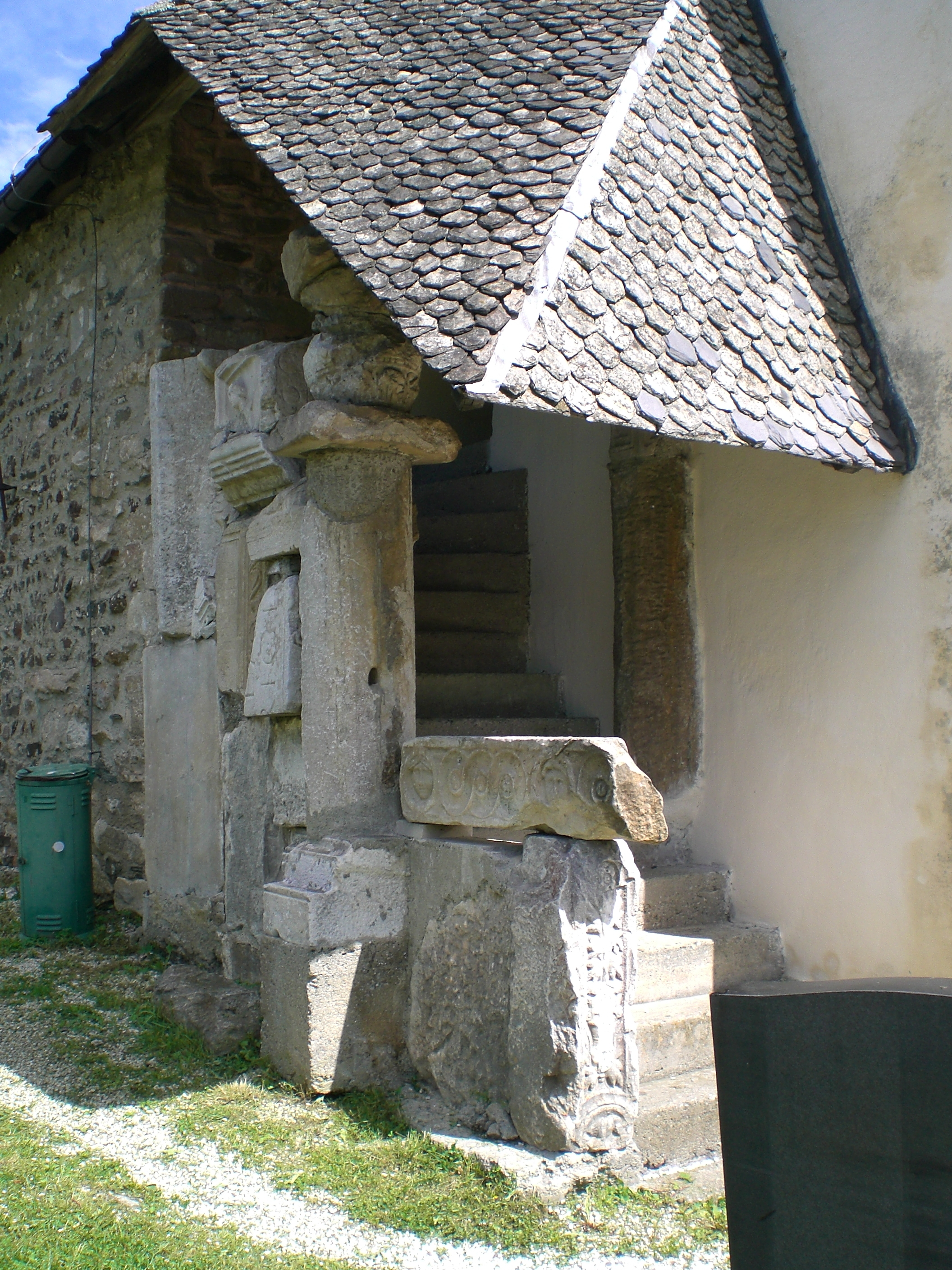
Spolia bij de kerk van Karnburg
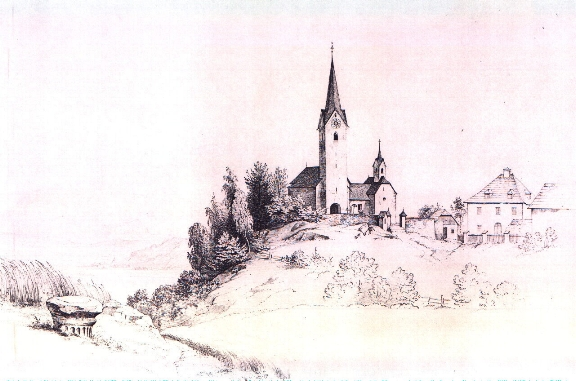
De Fürstenstein op zijn historische plaats (door Markus Pernhart)